# Sceloporus variabilis
La lagartija-escamosa panza rosada (Sceloporus variabilis) es una especie de lagarto que pertenece a la familia Phrynosomatidae. Es nativo del sur de Estados Unidos, México, Guatemala, Belice, El Salvador, Honduras, Nicaragua, y Costa Rica. Su rango altitudinal oscila entre 0 y 2500 m s. n. m..

## Taxonomía
Se reconocen las siguientes subespecies:
- Sceloporus variabilis marmoratus Hallowell, 1852
- Sceloporus variabilis olloporus Smith, 1937
- Sceloporus variabilis variabilis Wiegmann, 1834